# Mimata
Mimata (jap. 三股町 Mimata-chō) – miasto w Japonii, na wyspie Kiusiu, w prefekturze Miyazaki. Według danych na rok 2020 miejscowość zamieszkiwało 25 591 mieszkańców , a gęstość zaludnienia wyniosła 232,6 os./km².